# عائشة حسن
عائشة حسن (14 مايو 1930 - 2 ديسمبر 1992)، هي مُطربة مصرية. (الاسم الأصلي: عائشة حسن عايد الغروري) من مواليد أبو كبير بمحافظة الشرقية في 14 مايو 1930، وهي من أسرة «الغروري» المعروفة في البلدة، والدها هو الشيخ حسن عايد   كان قارئاً ومنشداً دينياً حفظت عنه جانباً من القران وبعض المدائح النبوية  وكانت تعاونه في إحياء الحفلات التي يغني بها في المناسبات الدينية والاجتماعية.

## بداية نشاطها الفني
انتقلت عائشة حسن إلى القاهرة عام 1949 وساعدها أحد أفراد عائلة الغروري ويدعى إبراهيم الغروري بتقديمها إلى الأديب والملحن خليل المصري حيث كان يعمل مديرًا فنيًا لشركة اسطوانات اوديون، وغنت له يومها بعضاً من أغنيات أم كلثوم مثل: «انتي فاكراني ولا ناسياني»  و«ليه تلاوعيني»، ولفت انتباهه جمال صوتها واحساسها العالي بالأداء ولم يتوانٍ بتقديمها إلى مدير شركة أوديون وهو مسيو ديتو باروخ، فرحب بها وسجل لها بعض اغنيات من الحان مكتشفها خليل المصري.

## عائشة حسن في الإذاعة
استمعت لها لجنة التقييم الإذاعية وانبهرت بصوتها واجازتها للغناء وأصبحت «مطربة إذاعية»، وبدأت في تسجيل الأغاني وكان أولها: «زي القمر» و«غنيلي» و«يا ليلي ونهاري»، ومع نجاح هذه الأعمال، أقبل العديد من الموسيقيين المعروفين عليها لغناء ألحانهم، ومنهم: رياض السنباطي، أحمد صدقي، محمد فوزي، حسين جنيد، مرسي الحريري، سيد إسماعيل، فؤاد حلمي، عبد العظيم عبد الحق، عبد العظيم محمد، محمد قاسم، أحمد صبرة، عبد الرؤوف عيسى، محمد عمر، عبد المنعم الشربيني، قدرية فؤاد، محمد إسماعيل، جلال حرب وعزت الجاهلي.
بدأت عائشة حسن في إعادة تسجيل وتوثيق أغاني رواد الفن الأوائل في الإذاعة بهدف إحياء التراث الغنائي الذي أبدعه هؤلاء، وعهدت الإذاعة إلى شيخ الموسيقيين إبراهيم شفيق  للقيام بهذه المهمة وكانت عائشة حسن من بين الأصوات التي اختارها وقام بتحفيظها عدة أدوار قديمة سجلتها بالإذاعة ومنها: «حبيت جميل طبعه الدلال» و«يا من أسرني بالجمال» و«الحب صبحني عدم وطول ياليل محبوبي وفا»، وقد أدت هذه الأعمال بشكل متقن ومن أهم الأدوار التي قدمتها فيما بعد دور: «أصل الغرام نظرة» و«كل من نامت عيونه» و«عهد الأخوة نحفظه» و«بعد الخصام» و«حياتك أنا أهواك».

## حياتها الأسرية
تزوجت من الفنان خليل المصري في عام 1956، وأنجبت منه ابنتهما الوحيدة «منى»، وتابع زوجها اهتمامه ورعايته لها، ولم يتوقف نشاطها بعد الزواج داخل مصر أو خارجها فقد سافرت إلى سوريا ولبنان وتونس والعراق حيث أحيت بعض الحفلات وسجلت بإذاعتها العديد من الألحان.
توفيت في 2 ديسمبر 1992 عن عمر يناهز 62 سنة.

مااقدرش أغلبك (عائشة حسن) 1966

## أهم أغانيها
يا مشمرين الكمام - اصل الغرام نظرة - أنا بحبك - الفجر فين يا ليل - على عشرتك باقى - أنا بعاتبك - أحن شوقا - إذا أشقاك الدهر - بينى وبين النفس - حيرنى زى ما يعجبك - حبيب الروح - صورتك هي اللي ف بالي - العيون الكواسر - رمان الجناين - صوتك الساحر نادانى - صلاة النبى على قصتك وعنيكى - ضى وضى - ظلمونى الناس - ما اقدرش اغلبك - غنى لي - زي القمر - يا ليلي ونهاري - فرقونا يا حبيبى - كل من نامت عيونه - من سالف الأزمان يجمعنا نسب - ليله في العمر - قالوا منين القبايل - متهيأ لك - شاقني في البعاد - نادانى صوت الأمل - ورد الأحبة حبه حبه – طلع البدر علينا - يا زهر البساتين - أنت إللي جنبي بترعاني - يا ورد أشبهت - ياللي تحب الورد – لا تسلني - يا فؤادى تلك الدنيا - نور العيون شرّف وبان - شوفي يا دنيا - يا من أسرنى بالجمال - يا نيل يا بو الضفاف سندسيه - فرحة يا قلبي كنت تحلم بيها -  ياللي الزمان غيرك - يا ناعم الخد المورد - يا ناسينى ح أقول لك كلمة - يا هاجر حينا - إزاي تنسى - كلمني وداري عينيك - يا غدارين في الهوى - عايزة أقولك كلمتين 

## أعمالها الدرامية (غناء فقط)
فيلم «الدنيا لما تضحك» للمخرج محمد عبد الجواد، عام 1953
فيلم «الحب المكروه» للمخرج عبد الله بركات، عام 1953
فيلم «حملة ابرهه على بيت الله الحرام» للمخرج أحمد الطوخي، عام 1957
فيلم «نداء العشاق» للمخرج يوسف شاهين، عام 1960
فيلم «مخلب القط» للمخرج حسين حلمي المهندس، عام 1961
مسلسل «الرجل والطريق» للمخرج نور الدمرداش، عام 1983
مسلسل اذاعي «سيد درويش» تأليف زكريا الحجاوي، إخراج أمين بسيوني.

## وصلات خارجية
- عائشة حسن على موقع الدهليز
- عائشة حسن على موقع قاعدة بيانات الأفلام العربية

ْ

https://www.youtube.com/watch?v=BwXMKnEuLTE عائشة حسن
https://www.youtube.com/watch?v=PJ6rVRzIjQE عائشة حسن
https://www.youtube.com/watch?v=ZrR5diAx3nM عائشة حسن
https://www.youtube.com/watch?v=2-Ygr-GTzqk عائشة حسن
https://www.youtube.com/watch?v=MsmAojoxB8s عائشة حسن
https://www.youtube.com/watch?v=mIEjXCWDbvA عائشة حسن
https://www.youtube.com/watch?v=VFUO3mh6xic عائشة حسن
https://www.youtube.com/watch?v=6GW4uCyCH-s عائشة حسن
https://www.youtube.com/watch?v=HaymJwBjD2M عائشة حسن
https://www.youtube.com/watch?v=-tFP9svwfYs عائشة حسن